# Гюнейсу
Гюнейсу е град във вилает Ризе в Черноморския регион на Турция. Той е седалище на област Гюнейсу. Населението му е 8 722 души (2021 г.).

## История
Старото, гръцко име на Гюнейсу е Потамия (Ποταμιὰ, „речно село“) и името продължава да се използва от местните и днес, тъй като Гюнейсу е разположено в равнина, напоявана от река Потамия, приток на Ташлъдере (или Аскороз, от старогръцкото и византийско σκουρος ποταμός).

## География
Районът е хълмист, пресечен от реки и долини, навътре от Черноморското крайбрежие, с върхове достигащи 2000 m. Климатът е влажен, на което се дължи и броят на долините, прорязани от планински потоци. Наводненията и свлачищата са постоянна заплаха и днес. Крайбрежната растителност е широколистна, но по-високата част е борова гора, с алпийски растения по високите ливади в Източнопонтийските планини.
Гюнейсу е беден селски район, който губи голяма част от населението си в резултат на миграция с цел работа. Основният източник на доходи е отглеждането на чай, а през последните години и киви. Другите култури се отглеждат предимно в семейни градини за лични нужди. Единствената индустрия е обработката на чай, като Гюнейсу е водещ център на тази дейност за вилает Ризе.

## Климат
Güneysu има влажен субтропичен климат (по климатичната класификация на Кьопен: Cfa).

## Личности
Семейството на турския президент Реджеп Таип Ердоган е от Гюнейсу, като той самият прекарва там част от детството си тук и все още редовно посещава областта.